# Guilty Gear (série)
Guilty Gear (ギルティギア, Giruti Gia) é uma série de jogos de luta pela Arc System Works e desenhada pelo artista Daisuke Ishiwatari. É popularmente conhecida pelo seus detalhes nos gráficos em anime, personagens originais, trilha sonora distinta ao estilo rock/heavy metal, jogabilidade única, e suas numerosas referências ao rock e heavy metal, assim como sua natureza meio gótica.

## Sobre o jogo
O primeiro jogo da série, Guilty Gear foi lançado no PlayStation em 1998. Ele era consideravelmente difícil e sua estética gótica, assim como jogabilidade eram únicas para o gênero de jogo de luta na época, o que forneceu um contraste total para os seus predecessores, como Darkstalkers e Groove on Fight. A música neste jogo é única e bastante diferenciada, a maior parte das faixas seguem o estilo rock e heavy metal (algo geralmente raro para a música de fundo em jogos de luta). O primeiro jogo da série ganhou um a atenção de imprensas dominantes, como a GameSpot, e embora não tivesse feito um grande impacto no mercado dos videogames, se tornou um hit cult. Há um porte para telefone celular do jogo chamado de "Guilty Gear Club".
O lançamento de sua seqüência, Guilty Gear X no console Dreamcast em 2000 ganhou muito mais atenção devido a sua jogabilidade e gráficos ainda mais detalhados. Guilty Gear X foi um salto grande para a série, já que apresentou uma boa quantidade de personagens novos à série. Um lançamento exclusivo do Japão chamado de Guilty Gear X Plus foi lançado em 2001, o qual consertou várias inconsistências de jogabilidade. A popularidade de Guilty Gear no Japão trouxe montantes consideráveis de merchandise adiante. Em 2001, a Arc System Works e a Sony Music lançaram os  CDs drama que acrescentavam detalhes à história do jogo. Esses drama CDs incluíam a narração e a dublagem feita pelos mesmos atores de voz do jogo. Os artbooks também foram lançados, contendo a arte de produção e artes não vistas, desenhadas por Daisuke Ishiwatari.
Em 2001, a Sega Sammy Holdings lançou versões portáteis da série Guilty Gear para o WonderSwan: Guilty Gear Petit, e a sua continuação "Guilty Gear Petit 2" (mais tarde no mesmo ano). Eles seguiram a linha de história do título prévio de Guilty Gear X. Esses jogos ficaram disponíveis somente no Japão. Em 2002, Guilty Gear XX (também conhecido como Guilty Gear X2 na América do Norte) foi lançado. O título ofereceu um modo história individual para cada personagem,além de grandes melhoramentos no sistema de combos. O esquema foi logo seguido em Guilty Gear XX Reload (pronuncia-se "Sharp Reload"), trazendo um número significante de golpes pouco equilibrados para alguns lutadores em "XX", mas que nas versões seguintes foram corrigidas. Uma série online surgiu pela primeira vez no Xbox Live. O título "Guilty Gear XX" teve muitos relançamentos com 4 títulos diferentes, sendo Guilty Gear XX Accent Core Plus (2008) o mais recente.
Em 2004, Guilty Gear Isuka ("Isuka" significa cruza-bico em japonês, representando a forma em que duas espadas se chocam) foi lançado, apresentando uma jogabilidade simultânea de até quatro jogadores,um modo que ocorre ao lado chamado Boost Mode, uma versão customizável de um dos personagens, e um novo personagem jogável, além várias outras adições. Este título não carregou um XX no seu nome, o que fez este ser um título original da série. Em 2007, a Arc System Works lançou Guilty Gear 2: Overture para o Xbox 360, separando o gênero de luta clássico da série, e trazendo um 3D (fugindo do 2D tradicional da série) num jogo híbrido de estratégia e ação em tempo real.
Em 2012, a Arc System Works fez um relançamento de Accent Core Plus, chamado de Accent Core Plus Reload (para Xbox Live), contando novos efeitos, golpes, gráficos, além do balanceamento de personagens. Atualmente a Arc System works divulgou imagens e um trailer exclusivo do novo jogo da série (ainda em desenvolvimento) intitulado de Guilty Gear Xrd. O jogo utiliza modelos 3D ao invés dos sprites tradicionais,no entanto o mesmo é uma surpresa, pois os gráficos do jogo possuem um visual semelhante ao conhecido 2D.

## História
A série Guilty Gear se passa em torno de 2180, num mundo futurístico caótico e místico. Os humanos descobriram uma fonte ilimitada de energia. Eles a batizaram com o nome de Magic .Apesar de prover uma solução mundial para a crise de energia, Magic não conseguiu impedir que as guerras continuassem. O poder da energia foi combinada ao corpo humano, criando assim poderosas armas biológicas chamadas de Gears. Eventualmente as Gears se voltaram contra a raça humana, e começaram uma guerra longa e centenária, globalmente conhecida como Crusades (Cruzadas), a qual a Sacred Order of Holy Knights (Ordem Sagradas dos Cavaleiros Santos, Seikishidan em japonês), acabam derrotando Justice, líder das Gears. Justice foi aprisionada em uma prisão dimensional, e todos as outras Gears deixaram de funcionar, trazendo um fim as cruzadas, mas não aos mistérios ocorridos nela.

### Guilty Gear
Cinco anos mais tarde depois do fim das Cruzadas, um Gear chamado de Testament planejou libertar a mãe das Gears, Justice, de sua prisão. Em resposta, as nações Unidas sediaram um torneio com lutadores capazes de derrotar o possível inimigo, que estaria lá com o intuito de libertar Justice. Enfim, um caçador de recompensas chamado Sol Badguy acaba por derrotar Testament, assim como a recém-libertada Justice, livrando o mundo novamente de uma guerra sangrenta.

### Guilty Gear X
Pouco depois de um ano, relatórios recentemente descobertos alertam sobre a aparição de um novo comandante Gear. Temendo a alvorada de outra guerra, as Nações Unidas sediam novamente um torneio, dessa vez oferecendo 500 000 milhões de dólares para quem conseguisse eliminar a Gear. A Gear se tratava de uma garota chamada Dizzy, e apesar de ser muito poderosa, não deseja seguir os instintos que sua raça seguiu, optando pela paz e compaixão.
Ela foi derrotada por Sol Badguy, mas é poupada por ele. Encontrada por Ky Kiske, o carismático ex-chefe da Sacred Order of Holy Knights. Ele decide confiá-la aos cuidados de Johnny, líder dos Jellyfishs, tratando Dizzy como se fosse uma integrante do grupo. Jam Kuradoberi, uma caçadora de recompensas (bounty hunter) e cozinheira-chefe, aproveita o momento para ganhar todo o crédito da suposta morte de Dizzy, e fica com toda recompensa para financiar seu restaurante.

### Guilty Gear XX
Pouco tempo depois do desaparecimento de Dizzy, a misteriosa organização Post War Administration Bureau (Escritório de Administração Pós Guerra) começa a investigar secretamente o caso das Gears, além dos lutadores envolvidos nos torneios de acordo com suas próprias necessidades e ambições. Vários membros da mesma estavam trabalhando nas sombras para ganhar o controle do mundo, e um destes seria o homem que iniciou o projeto Gear, uma figura misteriosa conhecida apenas como That Man (Aquele Homem). Para piorar a situação, todos os lutadores se encontram indefesos, pois uma misteriosa mulher carregando uma guitarra consegue encontrá-los facilmente com seus poderes, seu nome é I-No, uma serva de That Man.

### Guilty Gear: Judgment
Uma semana se passou, e nenhuma palavra foi dada no pequeno reino Europeu Oriental de Villtania. Entretanto, os refugiados foram encontrados e as Nações Unidas ficaram cientes dos experimentos bizarros conduzidos pelo cientista Raimond. Como consequência, as Nações Unidas declaram uma emergência internacional e prontamente ofereceram uma recompensa para alguém que possa impedir Raimond de devolver a população de Villtania em seus experimentos. Um grande números de guerreiros se juntam, atraídos em ganhar a recompensa na luta contra Raimond.

### Guilty Gear 2: Overture
A história se passa cinco anos após o primeiro jogo de Guilty Gear. Sol Badguy ainda está livre da lei, mas agora viaja com Sin, um jovem guerreiro. Enquanto isso, Ky Kiske, agora rei de um país chamado Illyuria, descobre dois acontecimentos preocupantes: o primeiro, que as Gears, que foram seladas há muitos anos, agora estão começando a desaparecer. E segundo, o seu reino está sob ataque de uma força misteriosa. Sem ideia em quem confiar, ele envia um cartaz de procura com o rosto de Sol, exigindo que o mesmo seja trazido imediatamente para Illyuria. Sol e Sin percebem que este é o jeito de Ky de chamar por ajuda, e eles correm direto ao reino, mas são cercados por uma estranha boneca armadas com chaves gigantes.

## Linha do Tempo
A maior parte da linha do tempo vem de obras escritas,com adições baseadas nos romances GGX e os drama CDs.Os anos marcados com um asterisco fazem parte do futuro alternativo criado por I-No.
| Ano   | Título ou evento |
| ----- | --- |
| 2010  | Magic, uma nova fonte de energia descoberta, começa a ser estudada como uma ciência. O nome da primeira pessoa que revelou os segredos de Magic foi perdida com o tempo. |
| 2014  | Inicia-se o Projeto Gear, um projeto dedicado na evolução e desenvolvimento da humanidade. Sua natureza e finalidade ainda são desconhecidas. |
| 2016  | Frederick, primeiro protótipo do projeto Gear, escapa do laboratório logo após sofrer a conversão Gear. As pessoas relacionadas com o projeto, incluindo "That Man", começam a desaparecer. Com o intuito de não levantar suspeitas, Frederick projeta um aparelho baseado no conceito Gear, capaz de reverter sua forma atual para a antiga,quando ainda era humano. |
| 2073  | That Man completa o arquétipo da Gear perfeita, uma espécie capaz de servir à humanidade, seu nome era Justice. Alguns dos principais países recomeçam o Projeto Gear. Frederick ao ter conhecimento dos planos de That Man, começa projetar as Outrages, armas capazes de destruir Gears. |
| 2074  | Determinados países tentam usar as Gears para oprimir outros países, no entanto Justice, a Gear que possuía vontade própria já havia nascido, e como planejado por That Man, as Gears e seus derivados se tornaram seguidores dela, iniciando uma grande rebelião. As Gears atacam e destroem o Japão com finalidade de extinguir os manipuladores de Ki. Tal ato resulta na formação da Holy Order (Ordem Sagrada) e sucessivamente o início da Guerra Santa, uma longa guerra entre humanos e Gears. |
| 2099  | Kliff, ainda com seis anos é salvo de um ataque das Gears por Frederick. |
| 215?  | Ky Kiske nasce. |
| 2172  | Um certo Sol é recrutado por Kliff para se alistar na Holy Order. Eventualmente, cansado dos métodos da ordem, Sol deixa a mesma numa data não especifica, levando consigo um dos tesouros da Holy Order, a espada "Fuuenken", uma das Outrages. |
| *2173 | A batalha se segue em Roma, e a Holy Order tem uma derrota esmagadora. A maioria dos cavaleiros, com destaque para Ky Kiske são mortos pelas Gears. Pouco antes de morrer, ele confia seu posto de líder na guerra para Sol Badguy, morrendo logo após isto. |
| *???? | Johnny é morto durante a Guerra Santa. O comando dos Jellyfish é passado para May. Justice é destruída na Guerra Santa. Amargurada, sua até então desconhecida filha, Dizzy, assume o controle das Gears. |
| *2183 | I-No mata Baldhead, e descobre a localização da usina produtora das Gears. Ela dá as informações para Sol Badguy, levando a ordem com ele para um ataque em massa à usina Gear. Apesar dos esforços, eles não são páreos para Dizzy, atual mãe das Gears. Testament mata Potemkin, e Dizzy destrói a nave dos Jellyfishs numa luta contra Sol. I-No se infiltra na usina Gear, encontrando That Man mantido em cativeiro pelas Gears. That Man explica a I-No que nunca teve a intenção de criar este tipo de futuro quando criou as Gears. Intrigada, I-No usa seu poder de saltar no tempo para voltar a 2173 no intuito de mudar a história. |
| 2173  | I-No chega no período da batalha de Roma para salvar Ky Kiske, e apaga sua memória. I-no se junta oficialmente à causa de That Man. |
| 2175  | Com o aprisionamento de Justice,a Guerra Santa chega ao fim. A Holy Order é dissolvida e a humanidade passa à viver em paz. |
| 217?  | Dizzy nasce. |
| 2180  | Eventos do primeiro jogo. |
| 2182  | Eventos de Guilty Gear X e Guilty Gear XX. |
| 218?  | Ky tem um filho com Dizzy (apelidada neste jogo de Maiden of the Grove,a donzela do bosque) chamado de Sin. Devido aos acontecimentos ocorridos recentemente em Illyria, Ky decide confiar os cuidados de Sin (agora com 4 anos) à Sol Badguy. A aliança dos três reinos de Illyria elege Ky Kiske como seu novo rei. |
| 2186  | Os eventos de Guilty Gear 2: Overture acontecem. |
| 2187  | Os eventos de Guilty Gear Xrd acontecem. |

## Jogos

### Série Principal/Revisões
- Guilty Gear (1998) PlayStation (2012) Mobile[5]
  - Guilty Gear Club (2005) Mobile
  - Guilty Gear RoA (2006) Mobile

- Guilty Gear X (2000) Arcade, Dreamcast, PlayStation 2, Microsoft Windows
  - Guilty Gear X Plus (2001) PlayStation 2
  - Guilty Gear X: Advance Edition (2002) Game Boy Advance
  - Guilty Gear X ver 1.5 (2003) Arcade

- Guilty Gear XX (2002) Arcade, PlayStation 2, Microsoft Windows
  - Guilty Gear XX #Reload (2003) Arcade, PlayStation 2, Xbox, Microsoft Windows (2005) PlayStation Portable
  - Guilty Gear XX Slash (2005) Arcade (2006) PlayStation 2
  - Guilty Gear XX Λ Core (2006) Arcade (2007) PlayStation 2, Wii
  - Guilty Gear XX Λ Core Plus (2009) PlayStation 2, PlayStation Portable, Wii (2012) Xbox 360, PlayStation 3
  - Guilty Gear XX Λ Core Plus R (2012) Arcade (2013) PlayStation Vita

- Guilty Gear 2: Overture (2008) Xbox 360, Microsoft Windows

- Guilty Gear Xrd -SIGN- (2014) Arcade (2015) PlayStation 3 , PlayStation 4 , Microsoft Windows
  - Guilty Gear Xrd -REVELATOR- (2015) Arcade (2016) PlayStation 3 , PlayStation 4 , Microsoft Windows
  - Guilty Gear Xrd -REV2- (2016) Arcade (2017) PlayStation 3 , PlayStation 4 , Microsoft Windows

- Guilty Gear StrIVe (2021) PlayStation 4

### Spin-offs
- Guilty Gear Petit (2001) WonderSwan
- Guilty Gear Petit 2 (2001) WonderSwan
- Guilty Gear Isuka (2004) Arcade, PlayStation 2, Xbox, Microsoft Windows
- Guilty Gear Dust Strikers (2006) Nintendo DS
- Guilty Gear: Judgment (2006) PlayStation Portable
- Pro Jumper! Guilty Gear Tangent!? (2011) DSiWare

## Personagens
A série Guilty Gear é conhecida pelo seu variado elenco de personagens distintos e muitas vezes bizarros, geralmente baseados em músicos,tais como Axl Rose e Freddie Mercury
Para mais informações, veja a lista de personagens da série.